# Saint-Mars-la-Réorthe
Saint-Mars-la-Réorthe és un municipi francès situat al departament de Vendée i a la regió de País del Loira. L'any 2007 tenia 796 habitants.

## Demografia

### Població
El 2007 la població de fet de Saint-Mars-la-Réorthe era de 796 persones. Hi havia 299 famílies de les quals 70 eren unipersonals (33 homes vivint sols i 37 dones vivint soles), 94 parelles sense fills, 119 parelles amb fills i 16 famílies monoparentals amb fills.
La població ha evolucionat segons el següent gràfic:
Habitants censats

### Habitatges
El 2007 hi havia 332 habitatges, 311 eren l'habitatge principal de la família, 6 eren segones residències i 15 estaven desocupats. 310 eren cases i 15 eren apartaments. Dels 311 habitatges principals, 245 estaven ocupats pels seus propietaris, 63 estaven llogats i ocupats pels llogaters i 3 estaven cedits a títol gratuït; 8 tenien dues cambres, 40 en tenien tres, 68 en tenien quatre i 195 en tenien cinc o més. 258 habitatges disposaven pel capbaix d'una plaça de pàrquing. A 106 habitatges hi havia un automòbil i a 181 n'hi havia dos o més.

### Piràmide de població
La piràmide de població per edats i sexe el 2009 era:
| Homes | Edats   | Dones |
| ----- | ------- | ----- |
| 0     | 95 o +  | 0     |
| 0     | 90 a 94 | 0     |
| 4     | 85 a 89 | 4     |
| 0     | 80 a 84 | 8     |
| 8     | 75 a 79 | 16    |
| 16    | 70 a 74 | 12    |
| 12    | 65 a 69 | 12    |
| 8     | 60 a 64 | 12    |
| 20    | 55 a 59 | 16    |
| 36    | 50 a 54 | 24    |
| 36    | 45 a 49 | 36    |
| 16    | 40 a 44 | 56    |
| 16    | 35 a 39 | 8     |
| 20    | 30 a 34 | 32    |
| 24    | 25 a 29 | 20    |
| 48    | 20 a 24 | 20    |
| 44    | 15 a 19 | 36    |
| 28    | 10 a 14 | 32    |
| 20    | 5 a 9   | 24    |
| 16    | 0 a 4   | 12    |

## Economia
El 2007 la població en edat de treballar era de 558 persones, 436 eren actives i 122 eren inactives. De les 436 persones actives 404 estaven ocupades (238 homes i 166 dones) i 32 estaven aturades (8 homes i 24 dones). De les 122 persones inactives 44 estaven jubilades, 40 estaven estudiant i 38 estaven classificades com a «altres inactius».

### Ingressos
El 2009 a Saint-Mars-la-Réorthe hi havia 338 unitats fiscals que integraven 848 persones, la mediana anual d'ingressos fiscals per persona era de 17.063 €.

### Activitats econòmiques
Dels 25 establiments que hi havia el 2007, 2 eren d'empreses alimentàries, 1 d'una empresa de fabricació d'altres productes industrials, 5 d'empreses de construcció, 4 d'empreses de comerç i reparació d'automòbils, 3 d'empreses d'hostatgeria i restauració, 1 d'una empresa d'informació i comunicació, 1 d'una empresa financera, 1 d'una empresa immobiliària, 4 d'empreses de serveis i 3 d'empreses classificades com a «altres activitats de serveis».
Dels 8 establiments de servei als particulars que hi havia el 2009, 1 era un taller de reparació d'automòbils i de material agrícola, 1 paleta, 2 fusteries, 1 lampisteria, 1 perruqueria i 2 restaurants.
Dels 2 establiments comercials que hi havia el 2009, 1 era una botiga de més de 120 m² i 1 una fleca.
L'any 2000 a Saint-Mars-la-Réorthe hi havia 23 explotacions agrícoles que ocupaven un total de 608 hectàrees.

## Equipaments sanitaris i escolars
El 2009 hi havia una escola elemental.

## Poblacions més properes
El següent diagrama mostra les poblacions més properes.